# 橋本恵子
橋本 恵子（はしもと けいこ、1968年6月1日 - ）は、日本のアクション女優である。神奈川県出身。ジャパンアクションエンタープライズ所属。JAC第17期生。身長167cm。主に特撮番組のスーツアクターで活躍し、悪役も善役も器用に演じている。愛称は「おケイさん」。

## 出演

### テレビドラマ
- 人生は上々だ（1995年）
- 風の刑事・東京発!（1995年）
- 月曜ドラマスペシャル ハロー張りネズミ（1996年）
- 母の告白（2002年）スタント
- スカイハイ（2003年）
- 流転の王妃（2003年）
- 危険なアネキ（2005年） - 伊東美咲吹き替え
- マチベン（2006年） - 原田夏希吹き替え
- 59番目のプロポーズ（2006年） - 藤原紀香吹き替え
- 西遊記（2006年） - 牛魔王の妹（第1話）
- 戦国自衛隊（2006年） - くノ一
- 土曜ワイド劇場 女警察署長（2006年） - 浅野ゆう子吹き替え
- ロスタイムライフ（2008年） - 黒子
- SPEC〜警視庁公安部公安第五課 未詳事件特別対策係事件簿〜（2010年） - 気功で飛ばされる人々（第1話）
- TRICK 新作スペシャル2（2010年） - 浅野ゆう子吹き替え
- ほんとにあった怖い話 夏の特別編 「黒い病室」（2012年） - セーフティー
- 土曜ドラマ スニッファー 嗅覚捜査官（2016年）

### 特撮テレビドラマ
- 仮面ライダーシリーズ
  - 仮面ライダーBLACK（1987 - 1988年） - 補助[2]
  - 仮面ライダークウガ（2000年 - 2001年） - 女性ライダー[2]
  - 仮面ライダー龍騎スペシャル（2002年） - 仮面ライダーファム[2]、レスパイダー[3]
  - 仮面ライダー555（2003年 - 2004年）
  - 仮面ライダー響鬼（2005年 - 2006年） - 妖姫[2]
  - 仮面ライダーカブト（2006年 - 2007年） - ワーム（サナギ体）[要出典]
  - 仮面ライダーキバ（2008年 - 2009年） - 補助
  - 仮面ライダーディケイド（2009年） - 怪人[要出典]、補助
  - 仮面ライダーW（2009年 - 2010年） - 補助
  - 仮面ライダーウィザード（2012年 - 2013年）
  - 仮面ライダー鎧武/ガイム（2013年 - 2014年）
  - 仮面ライダードライブ（2014年 - 2015年）
  - 仮面ライダーゴースト（2015年 - 2016年）
  - 仮面ライダーゼロワン（2019年 - 2020年）
  - 仮面ライダーリバイス（2021年 - 2022年）
- 電脳警察サイバーコップ（1988年 - 1989年）
- スーパー戦隊シリーズ
  - 五星戦隊ダイレンジャー（1993年 - 1994年）
  - 超力戦隊オーレンジャー（1995年 - 1996年） - 各種吹き替え
  - 電磁戦隊メガレンジャー（1997年 - 1998年） - 各種吹き替え
  - 爆竜戦隊アバレンジャー（2003年 - 2004年）
  - 特捜戦隊デカレンジャー（2004年 - 2005年） - デカイエロー[2]、怪重機メガロリア[4]
  - 轟轟戦隊ボウケンジャー（2006年 - 2007年） - 兵隊達[要出典]
  - 獣拳戦隊ゲキレンジャー（2007年 - 2008年） - ミシェル・ペング[2]
  - 炎神戦隊ゴーオンジャー（2008年 - 2009年） - 蛮機兵ウガッツ[要出典]
  - 侍戦隊シンケンジャー（2009年 - 2010年） - ナナシ連中、黒子[要出典]
  - 天装戦隊ゴセイジャー（2010年 - 2011年） - 魔虫兵ビービ[要出典]
  - 海賊戦隊ゴーカイジャー（2011年 - 2012年） - レジェンド戦士、ゴーミン[要出典]
  - 特命戦隊ゴーバスターズ（2012年 - 2013年） - バグラー兵[要出典]、補助
  - 獣電戦隊キョウリュウジャー（2013年 - 2014年） - デーボ・アックムーン[5]
  - 烈車戦隊トッキュウジャー（2014年 - 2015年） - モルク侯爵[1][2]
  - 手裏剣戦隊ニンニンジャー（2015年 - 2016年）
  - 動物戦隊ジュウオウジャー（2016年 - 2017年）
  - 快盗戦隊ルパンレンジャーVS警察戦隊パトレンジャー（2018年 - 2019年）
  - 騎士竜戦隊リュウソウジャー（2019年 - 2020年）
  - 魔進戦隊キラメイジャー（2020年 - 2021年）
  - 機界戦隊ゼンカイジャー（2021年 - 2022年） - ハートクイン（14）[6]
  - 王様戦隊キングオージャー（2023年 - 2024年）
  - 爆上戦隊ブンブンジャー（2024年 - ）
- メタルヒーローシリーズ
  - 特捜ロボ ジャンパーソン（1993年 - 1994年） - 超獣神[2]
  - ブルースワット（1994年 - 1995年） - クイーン怪人体[2]
  - ビーファイターカブト（1996年 - 1997年） - ビーファイターテントウ（アップ用）[2]
  - ビーロボカブタック（1997年 - 1998年） - テントリーナ[2]
  - テツワン探偵ロボタック（1998年 - 1999年） - ミミーナ[2]

### 映画
- 座頭市（2003年） - おきぬ吹き替え
- 釣りバカ日誌14 お遍路大パニック!（2003年） - 高島礼子吹き替え
- 僕の彼女はサイボーグ（2008年） - 通行人
- 関ヶ原（2017年） - スタント、戦場荒らし
- がんばれいわ!!ロボコン ウララ〜!恋する汁なしタンタンメン!!の巻（2020年） - アクションクルー[7]
- セイバー+ゼンカイジャー スーパーヒーロー戦記（2021年）
- スーパー戦闘 純烈ジャー 追い焚き☆御免（2022年）[8]
- 仮面ライダーシリーズ
  - 劇場版 仮面ライダー龍騎 EPISODE FINAL（2002年） - 仮面ライダーファム[9][2]
  - 劇場版 仮面ライダー555 パラダイス・ロスト（2003年） - 解放軍メンバー
  - 劇場版 仮面ライダー響鬼と7人の戦鬼（2005年） - 妖姫[10]
  - 劇場版 仮面ライダーキバ 魔界城の王（2008年）
  - 劇場版 さらば仮面ライダー電王 ファイナル・カウントダウン（2008年）
  - 劇場版 超・仮面ライダー電王&ディケイド NEOジェネレーションズ 鬼ヶ島の戦艦（2009年）
  - 劇場版 仮面ライダーディケイド オールライダー対大ショッカー（2009年）
  - 仮面ライダー×仮面ライダー ウィザード&フォーゼ MOVIE大戦アルティメイタム（2012年）
  - 劇場版 仮面ライダーウィザード in Magic Land（2013年）
  - 仮面ライダー×仮面ライダー 鎧武&ウィザード 天下分け目の戦国MOVIE大合戦（2013年）
  - 劇場版 仮面ライダー鎧武 サッカー大決戦!黄金の果実争奪杯!（2014年）
  - 仮面ライダー 令和 ザ・ファースト・ジェネレーション（2019年）[11]
  - 仮面ライダー ビヨンド・ジェネレーションズ（2021年）
- スーパー戦隊シリーズ
  - 特捜戦隊デカレンジャー THE MOVIE フルブラスト・アクション（2004年） - デカイエロー[12]
  - 炎神戦隊ゴーオンジャー BUNBUN!BANBAN!劇場BANG!!（2008年）
  - 劇場版 炎神戦隊ゴーオンジャーVSゲキレンジャー（2009年）
  - 天装戦隊ゴセイジャー エピックON THEムービー（2010年） - 魔虫兵ビービ[要出典]
  - ゴーカイジャー ゴセイジャー スーパー戦隊199ヒーロー大決戦（2011年） - デカイエロー[13]、デカスワン[14]、レジェンド戦士、ゴーミン 他
  - 海賊戦隊ゴーカイジャー THE MOVIE 空飛ぶ幽霊船（2011年） - 歴代戦闘員達[要出典]
  - 海賊戦隊ゴーカイジャーVS宇宙刑事ギャバン THE MOVIE（2012年） - ゴーミン[要出典]
  - 特命戦隊ゴーバスターズ THE MOVIE 東京エネタワーを守れ!（2012年）
  - 特命戦隊ゴーバスターズVS海賊戦隊ゴーカイジャー THE MOVIE（2013年）
  - 劇場版 獣電戦隊キョウリュウジャー ガブリンチョ・オブ・ミュージック（2013年）
  - 獣電戦隊キョウリュウジャーVSゴーバスターズ 恐竜大決戦! さらば永遠の友よ（2014年）
  - 烈車戦隊トッキュウジャーVSキョウリュウジャー THE MOVIE（2015年）
  - 手裏剣戦隊ニンニンジャー THE MOVIE 恐竜殿さまアッパレ忍法帖!（2015年）
  - 劇場版 動物戦隊ジュウオウジャー ドキドキサーカスパニック!（2016年） - 劇団員
  - 快盗戦隊ルパンレンジャーVS警察戦隊パトレンジャー en film（2018年）
  - 騎士竜戦隊リュウソウジャー THE MOVIE タイムスリップ!恐竜パニック!!（2019年）[15]
  - 機界戦隊ゼンカイジャー THE MOVIE 赤い戦い! オール戦隊大集会!!（2021年）[16]
  - 爆上戦隊ブンブンジャー 劇場BOON! プロミス・ザ・サーキット（2024年）
- スーパーヒーロー大戦シリーズ
  - 仮面ライダー×スーパー戦隊 スーパーヒーロー大戦（2012年） - レジェンド戦士 他
  - 仮面ライダー×スーパー戦隊×宇宙刑事 スーパーヒーロー大戦Z（2013年）
  - 平成ライダー対昭和ライダー 仮面ライダー大戦 feat.スーパー戦隊（2014年）

### オリジナルビデオ
- スーパー戦隊シリーズ
  - 超力戦隊オーレンジャー オーレVSカクレンジャー（1996年）
  - 百獣戦隊ガオレンジャーVSスーパー戦隊（2001年）
  - 特捜戦隊デカレンジャーVSアバレンジャー（2005年）
  - 魔法戦隊マジレンジャーVSデカレンジャー（2006年）
  - 獣拳戦隊ゲキレンジャー スペシャルDVD ギュンギュン!拳聖大運動会（2007年）
  - 特命戦隊ゴーバスターズVSビートバスターVS J（2012年）
  - 帰ってきた特命戦隊ゴーバスターズVS動物戦隊ゴーバスターズ（2013年）
  - 帰ってきた獣電戦隊キョウリュウジャー 100 YEARS AFTER（2014年）
  - 行って帰ってきた烈車戦隊トッキュウジャー 夢の超トッキュウ7号（2015年）
  - 特捜戦隊デカレンジャー 10 YEARS AFTER（2015年） - デカイエロー[17]
  - 動物戦隊ジュウオウジャー スーパー動物大戦（2016年）
  - 炎神戦隊ゴーオンジャー 10 YEARS GRANDPRIX（2018年）
  - 王様戦隊キングオージャーVSドンブラザーズ（2024年）
  - 特捜戦隊デカレンジャー 20th ファイヤーボール・ブースター（2024年） - デカイエロー[18]、モクミス[19]
  - 爆上戦隊ブンブンジャーVSキングオージャー（2025年） - 天ぷら屋[20]
- 仮面ライダーキバ アドベンチャーバトルDVD 〜キミもキバになろう〜（2008年）
- 仮面ライダーセイバー 深罪の三重奏（2022年）

### ネットムービー
- ネット版 仮面ライダー×スーパー戦隊 スーパーヒーロー大変 〜犯人はダレだ?!〜（2012年）
- ネット版 仮面ライダー×スーパー戦隊×宇宙刑事 スーパーヒーロー大戦乙!〜Heroo!知恵袋〜あなたのお悩み解決します!（2013年）
- ネット版 仮面ライダーウィザード イン マジか!?ランド（2013年）
- 警察戦隊パトレンジャー Feat. 快盗戦隊ルパンレンジャー ～もう一人のパトレン2号～（2018年）
- 仮面ライダージオウ スピンオフ PART2『RIDER TIME 仮面ライダー龍騎』（2019年）
- 仮面ライダーゲンムズ スマートブレインと1000%のクライシス（2022年）
- 仮面ライダーアウトサイダーズ（2022年）
- 暴太郎戦隊ドンブラザーズVS暴太郎戦隊ドンブリーズ（2023年）
- 特捜戦隊デカレンジャーwithトンボオージャー（2024年） - デカイエロー[21]

### 舞台
- 2LDK（2010年） - ACコーディネーター

### ヒーローショー
- スーパーヒーロー大集合（1991年） - アハメス[2]
- 特救指令ソルブレイン（1991年） - ソルジャンヌ[2]
- 特命戦隊ゴーバスターズ
  - 「最強海賊現る! 出動せよゴーバスターズ!」 - セーフティー

### PV
- グループ魂「嫁とロック」（2006年） - 嫁

### イベント
- JAE NAKED LIVE「がんばろう 日本！」（2011年）
- ももいろクローバーZ 桃神祭2015（2015年） - アクションクルー